# 土耳其国防工业局
土耳其国防工业局（土耳其語：Savunma Sanayii Başkanlığı）是土耳其政府设立的民间机构，负责管理土耳其国防工业和军事技术的供应。它于1985年11月7日根据第3238 号法律成立，當時名称为“国防工业发展和支持管理办公室”。該機構與土耳其总统、土耳其國防部和土耳其武装部队以及土耳其国内外的国防工业公司有着密切的关系。除了支持基于土耳其国内设计和生产的项目和产品外，土耳其国防工业局还重视从国外供应商那里获得产品和服务的技术转让。
2018年7月10日，根据第1号总统令，它開始隶属于总统办公室，并更名“土耳其国防工业局”。
2020 年12月14日，美国国务院宣佈對对土耳其国防工业局實施制裁，理由是土耳其向俄羅斯購買武器。